# Hyalurga albiplaga
Hyalurga albiplaga là một loài bướm đêm thuộc phân họ Arctiinae, họ Erebidae.